# Tapiola (Sibelius)
Pour les articles homonymes, voir Tapiola.
Tapiola op. 112 est un poème symphonique de Jean Sibelius. Tapiola dépeint Tapio, le dieu de la forêt mentionné dans la mythologie finlandaise tout au long du Kalevala. Ce dieu se cache derrière les denses forêts finlandaises de pins qui enveloppent Ainola, la maison isolée de Sibelius en dehors de Järvenpää.
Cette œuvre est considérée comme la dernière d'importance du compositeur. 

## Historique
Tapiola est une œuvre commandée. En janvier 1926, Sibelius a accepté d'écrire un poème symphonique pour Walter Damrosch, chef d'orchestre de l'Orchestre philharmonique de New York. L'œuvre devait avoir une durée de 15-20 minutes. La situation économique du compositeur s'était déjà améliorée, et il a entrepris un voyage à Rome pour composer son matériau à partir du Kalevala. Le voyage comprenait également un séjour sur l'île de Capri. Les lettres de Sibelius envoyées de Rome révèlent que le titre de travail de la composition était à l'origine « The Wood » (en anglais). Aino Sibelius l'a corrigé en « The Forest ».
Tapiola a été terminée à Ainola à la fin d'août 1926, mais en septembre, Sibelius envoya un télégramme à la maison d'édition Breitkopf & Härtel, demandant qu'on lui retourne la partition pour des corrections. Son habitude était d'apporter les corrections finales à la partition après la première, lorsqu'il l'avait dirigé lui-même. Dans le cas présent, cela n'était pas possible, puisque c'est Damrosch qui devait diriger la première à New York.
Damrosch a reçu la partition en novembre, en temps utile pour la première représentation publique de l'œuvre. Sibelius a également envoyé à l'éditeur une explication sur la place de Tapio dans la mythologie finlandaise. L'éditeur a préparé à partir de cela un quatrain pour la partition publiée. Le quatrain original proposé par Sibelius peut être traduit comme suit:
Widespread they stand, the Northland's dusky forests,
Ancient, mysterious, brooding savage dreams;
Within them dwells the Forest's mighty God,
And wood-sprites in the gloom weave magic secrets.
(Elles s’étalent amplement, les sombres forêts du Nord,
Anciennes, mystérieuses, grosses de rêves sauvages ;
Au milieu d’elles habite le puissant Dieu de la Forêt,
Et les lutins des bois dans l’ombre tissent de magiques secrets.)
Tapiola a été créé le 26 décembre 1926 par l'Orchestre philharmonique de New York sous la direction de Walter Damrosch. En Finlande, Robert Kajanus a dirigé l'œuvre le 25 avril 1927. À cette occasion, l'ouverture de la Tempête et la Symphonie no 7 ont également été créées en Finlande.

## Composition
Employant un effectif particulièrement fourni, cette œuvre repose sur cinq parties articulées par divers thèmes et cellules rythmiques faisant office de leitmotiv.
1. Largamente
2. Allegro
3. Allegro moderato
4. Allegro
5. Allegro moderato

Durée : entre quinze et vingt minutes

### Orchestration
| Instrumentation de Tapiola                                                                                                   |
| Cordes |
| premiers violons, seconds violons, altos, violoncelles, contrebasses                                                         |
| Bois |
| 3 flûtes dont une jouant du piccolo, 2 hautbois, 1 cor anglais, 2 clarinettes, 1 clarinette basse, 2 bassons, 1 contrebasson |
| Cuivres |
| 4 cors, 3 trompettes, 3 trombones                                                                                            |
| Percussions |
| timbales |

## Enregistrements
Robert Kajanus a dirigé l'Orchestre symphonique de Londres pour HMV le 29 juin 1932 au Abbey Road Studio 1 pour le premier enregistrement de Tapiola. En 1953, Herbert von Karajan a dirigé l'Orchestre Philharmonia dans le premier de ses quatre enregistrements de l'œuvre. (Sibelius regardait Karajan comme « le seul qui réellement a compris mon œuvre ».) Thomas Beecham et l'Orchestre philharmonique royal ont enregistré la musique en 1955; c'était un des premiers enregistrements stereophoniques faits par EMI Classics. De nombreux autres chefs et orchestres ont enregistré l'œuvre.